# Wydział Ekonomii i Finansów Uniwersytetu Rzeszowskiego
Wydział Ekonomii i Finansów Uniwersytetu Rzeszowskiego – jeden z piętnastu wydziałów Uniwersytetu Rzeszowskiego.

## Historia
Instytut Ekonomii i Finansów Uniwersytetu Rzeszowskiego powstał 1 października 2019 roku na bazie Wydziału Ekonomii UR, w wyniku przekształcenia struktury organizacyjnej Uniwersytetu Rzeszowskiego [Uchwała nr 424/04/2019 Senatu Uniwersytetu Rzeszowskiego z dnia 4 kwietnia 2019 roku w sprawie uchwalenia Statutu Uniwersytetu Rzeszowskiego (z późn. zm.)]. Jego tradycje sięgają jednak znacznie dalej. Instytut nie tylko bowiem kontynuuje działania i inicjatywy Wydziału Ekonomii, ale także czerpie z tradycji i wieloletnich doświadczeń uczelni, na bazie których utworzono Wydział w 2001 r.: z połączenia rzeszowskiej filii Uniwersytetu Marii Curie-Skłodowskiej w Lublinie z Wydziałem Ekonomii w Rzeszowie Akademii Rolniczej im. Hugona Kołłątaja w Krakowie. Od 1 stycznia 2025 roku jednostka funkcjonuje ponownie jako wydział Uniwersytetu Rzeszowskiego pod nową nazwą: Wydział Ekonomii i Finansów.

## Kierunki kształcenia
Dostępne kierunki:
- Ekonomia (studia I i II stopnia)
- Finanse i rachunkowość (studia I i II stopnia)

## Główne kierunki badań
Podstawą rozwoju Wydziału są badania naukowe. Koncentrują się one wokół aktualnej problematyki społeczno-ekonomicznej związanej z:
- procesami wzrostu i rozwoju gospodarczego,
- uwarunkowaniami rozwoju regionalnego i lokalnego z uwzględnieniem aktualnych priorytetów rozwojowych (konkurencyjność, spójność ekonomiczno-społeczna, rozwój zrównoważony),
- ekonomiką rolnictwa i obszarów wiejskich;
- społeczno-ekonomicznymi i instytucjonalnymi uwarunkowaniami rozwoju agrobiznesu,
- warunkami rozwoju przedsiębiorczości i adaptacji podmiotów do nowych wymagań rynkowych,
- skutecznością zastosowania narzędzi i działań marketingowych oraz zarządzaniem marketingowym w firmach,
- rynkowymi mechanizmami kształtowania jakości,
- efektywnością gospodarowania, oceną kondycji finansowej podmiotów gospodarczych, oceną finansową inwestycji,
- procesami restrukturyzacji przedsiębiorstw i przeobrażeń struktur społeczno-gospodarczych,
- wspomaganiem procesów gospodarczych przez zastosowanie nowoczesnych narzędzi informatycznych i technik sieciowych,
- funkcjonowaniem mechanizmów ekonomicznych w sektorze spółdzielczym.

## Władze Wydziału
Od 1 stycznia 2025:
| Stanowisko                           | Imię i nazwisko                 |
| ------------------------------------ | ------------------------------- |
| Dziekan                              | dr hab. inż. Bogdan Wierzbiński |
| Prodziekan ds. Nauki                 | dr hab. inż. Ryszard Kata       |
| Prodziekan ds. Kształcenia i Rozwoju | dr hab. Mariola Grzebyk         |
| Prodziekan ds. Studenckich           | p.o. dr Małgorzata Wosiek       |

## Struktura organizacyjna

### Katedra Marketingu i Przedsiębiorczości
Samodzielni pracownicy naukowi:
- dr hab. Wiesława Kuźniar – kierownik Katedry
- dr hab. Grzegorz Hajduk
- dr hab. inż. Bogdan Wierzbiński

### Katedra Metod Ilościowych i Informatyki Gospodarczej
Samodzielni pracownicy naukowi:
- dr hab. Alina Szewc-Rogalska – kierownik Katedry
- dr hab. Małgorzata Stec
- dr hab. inż. Roman Chorób
- dr hab. inż. Artur Kraus
- dr hab. Marek Cierpiał-Wolan
- dr hab. Barbara Fura(inne języki)

### Katedra Finansów i Rachunkowości
Samodzielni pracownicy naukowi:
- dr hab. Tomasz Potocki – kierownik Katedry
- prof. dr hab. Andrzej Cwynar(inne języki)
- dr hab. inż. Ryszard Kata
- dr hab. Antoni Magdoń

### Zakład Ekonomiki i Zarządzania
Samodzielni pracownicy naukowi:
- dr hab. Mariola Grzebyk – kierownik Zakładu
- dr hab. inż. Katarzyna Szara

### Zakład Ekonomii i Międzynarodowych Stosunków Gospodarczych
Samodzielni pracownicy naukowi:
- dr hab. Anna Barwińska-Małajowicz – kierownik Zakładu
- prof. dr hab. Heorhiy Cherevko

### Zakład Polityki Gospodarczej
Samodzielni pracownicy naukowi:
- dr hab. inż. Dariusz Zając – kierownik Zakładu
- prof. dr hab. Adam Czudec
- dr hab. Teresa Miś
- dr hab. Grzegorz Ślusarz